# Guinope tiara
Guinope tiara — вид морських прибережних крабів родини Linnaeoxanthidae. Описаний у 2020 році.

## Назва
Родова назва Guinope вшановує французьку біологиню Даніель Гіно, за її великий внесок у дослідження ксантоподібних та інших брахіуранових крабів. Видова назва tiara вказує на червонуватий візерунок, який зазвичай охоплює спинний панцир, форма якого схожа на піднесену передню частину тіари або корони.

## Поширення
Вид поширений на морських берегах і рифах північної частини Мексиканської затоки.